# Quando o Coração Se Apaixona
Quando o Coração Se Apaixona é o quarto álbum de estúdio do cantor brasileiro Daniel em carreira solo. Foi lançado em 16 de novembro de 2000 pela Warner Music. Teve como sucessos a faixa-título "Quando o Coração Se Apaixona", "Seus Beijos", que, inclusive, ganharam videoclipes, "Tá Faltando Alguém", "Um Beijo Pra Me Enlouquecer" e "Embriagado de Amor". Apenas 3 dias após o seu lançamento, o álbum chegou a marca de 750 mil cópias vendidas em todo o Brasil e conquistou o disco de platina triplo.

## Lista de faixas
| N.º            | Título                         | Compositor(es)                               | Duração |  |
| 1.             | "Seus Beijos"                  | Peninha                                      | 4:34    |  |
| 2.             | "Embriagado De Amor"           | Elias Muniz                                  | 4:05    |  |
| 3.             | "Quando o Coração Se Apaixona" | Zé Henrique                                  | 3:56    |  |
| 4.             | "Carro e Mulher"               | Waldir Luz / Tivas                           | 2:36    |  |
| 5.             | "As Marcas da Paixão"          | César Augusto / Lucas Robles                 | 3:55    |  |
| 6.             | "Pode Passar o Rodo"           | Tivas / Nino                                 | 3:12    |  |
| 7.             | "Perigoso Demais"              | Peninha                                      | 3:49    |  |
| 8.             | "Um Beijo Pra Me Enlouquecer"  | Rick                                         | 4:02    |  |
| 9.             | "Tampa da Panela"              | Waldir Luz / Nana Nascimento                 | 2:57    |  |
| 10.            | "Show De Bola"                 | Waldir Luz / Neldon Farias / Cláudio Pinto   | 3:09    |  |
| 11.            | "Meu Lamento é Chorar"         | Zé Henrique                                  | 4:04    |  |
| 12.            | "Já Tô No Grude"               | Waldir Luz / Neldon Farias / Nana Nascimento | 3:16    |  |
| 13.            | "Essa Moça"                    | Elias Muniz / Fátima Leão / Joana            | 4:27    |  |
| 14.            | "Tá Faltando Alguém"           | Tivas / Carlos Rolf                          | 3:52    |  |
| 15.            | "Nossa Senhora"                | Roberto Carlos / Erasmo Carlos               | 5:26    |  |
| Duração total: | Duração total:                 | Duração total:                               | 57:42   |  |

## Certificações e vendas
| Brasil (ABPD)                             | 3× Platina | 2000 | 750.000* |
| *número de vendas baseado na certificação |            |      |          |